# Кутська селищна територіальна громада
Кутська селищна територіальна громада — територіальна громада в Україні, в Косівському районі Івано-Франківської області. Адміністративний центр — селище. Кути.
Площа громади — 115,5 км², населення — 16 039 осіб (2020).

## Населені пункти
У складі громади селище Кути та 6 сіл:
- Великий Рожин
- Малий Рожин
- Розтоки
- Слобідка
- Старі Кути
- Тюдів